# Paliokamáriza
Paliokamáriza (Paliokamariza) är en ort i Grekland.   Den ligger i prefekturen Nomarchía Anatolikís Attikís och regionen Attika, i den sydöstra delen av landet, 40 km sydost om huvudstaden Aten. Paliokamáriza ligger 36 meter över havet och antalet invånare är 216.
Terrängen runt Paliokamáriza är huvudsakligen kuperad, men åt nordost är den platt. Havet är nära Paliokamáriza åt sydost.  Närmaste större samhälle är Kalývia Thorikoú, 14,1 km nordväst om Paliokamáriza. 